# Vixen (DC Comics)
Vixen é uma super-heroína africana e personagem fictícia de histórias em quadrinhos publicadas pela editora estadunidense DC Comics, ela é o alter ego da modelo internacional Mari Jiwe McCabe. Criada por Curt Swan, Gerry Conway e Bob Oksner, com a intenção de ser a primeira super-heroína africana da editora, deveria estrear em 1978, mas com a DC Implosion, seu lançamento foi cancelado e foi introduzida no Universo DC em 1981. A sua primeira aparição foi na revista Action Comics #521 (1981). Na fase editorial Renascimento, Mari McCabe é uma badalada design de moda, modelo, estrela de reality show e ativista de causas animais e sociais.

## História
Na África antiga havia uma lenda que dizia que um guerreiro chamado Tantu pediu a Ananse, a Aranha, para criar um totem que daria a quem o usasse todos os poderes do reino animal, desde que esses fossem usados para o bem. Como mostrado nas páginas de Homem-Animal, é possível que Ananse, com quem Tantu se encontrou, fosse um membro de uma raça alienígena que concedeu a Buddy Baker a habilidade de contactar o campo morfogenético da Terra ou, ainda, como mostrado nas páginas da Liga da Justiça, os extraterrestres poderiam ter sido um disfarce de Ananse.
De acordo com a série do Homem-Animal, esse totem tem a habilidade de contactar o campo morfogenético da Terra e Tantu o usou para se tornar o primeiro herói do continente africano. O totem foi passando de geração a geração aos descendentes de Tantu até que finalmente se encontrou com Mari McCabe.
Mari cresceu em uma pequena vila africana na nação fictícia de M´Changa, e ouviu, ainda em criança, a lenda do totem de Tantu através de sua mãe. Algum tempo mais tarde, a mãe de Mari é assassinada por caçadores ilegais e ela passa a ser educada por seu pai o Reverendo Richard Jiwe, o padre da vila. O Revendo Jiwe é morto pelo seu meio-irmão, o General Maksai que queria o totem de Tantu que estava em poder de Jiwe.
Mari muda-se para os Estados Unidos da América, assumindo apenas o nome de Mari McCabe, e consegue um emprego como modelo na cidade de Nova Iorque. Bem sucedida, ela usa o seu dinheiro para viajar pelo mundo e, em uma viagem de volta à África, ela encontra-se com seu tio e pega de volta o totem de Tantu e passa a usar os seus poderes para se tornar a super-heroína conhecida como Vixen.

### Combatendo o crime
Depois disso, Vixen fez apenas duas aparições sozinha, como combatente do crime, uma vez enfrentando caçadores ilegais na Índia e outra lutando contra o criminoso tecno-psíquico, Admiral Cerebrus. Ela foi uma heroína que pouco actuava até que a Liga da Justiça da América (LJA) foi reorganizada por Aquaman e Mari foi aceita como membro da equipe. Durante a sua passagem pela LJA o seu totem foi roubado pelo General Maksai e tentou usá-lo, mas o totem somente concede os seus poderes àqueles que o usam para praticar o bem e consequentemente Maksai foi transformado em uma fera enfurecida, morrendo em uma luta feroz contra Vixen. Vixen continuou com essa formação da LJA por algum tempo, até que dois membros foram mortos, Gládio e Vibro, e o Caçador de Marte desfez a equipe.

### Esquadrão Suicida
Vixen retorna à sua vida de modelo, mas uma sessão de fotos no Caribe torna-se violenta e os seus colegas são assassinados por traficantes de drogas. Ela pede auxílio ao governo que, por sua vez, passa o assunto para o Esquadrão Suicida. Sem conhecimento de ninguém ela vai tentar capturar Cujo, o chefe do tráfico. Acaba por se aliar ao Capitão Bumerangue e a Orquídea Negra e juntos destroem as operações de Cujo, mas antes Vixen descontrola-se e mata os traficantes. Revoltada com o que fez ela concorda em se unir ao Esquadrão Suicida por algum tempo até que os seus instintos animais se contenham. Pouco tempo depois ela deixa a equipe após ver mais colegas de equipe e amigos a serem mortos, após isso ela retorna, novamente, à vida de modelo e lança uma bem sucedida linha de roupas. O Esquadrão Suicida tenta convocar Vixen novamente para a equipe, mas por causa de uma romance mal sucedido com Ben Turner (o Tigre de Bronze) ela não aceita.

### Outras afiliações
Após a sua saída do Esquadrão Suicida, Mari continuou o seu trabalho na clandestinidade e foi escalonada, pelo menos por uma missão, para o grupo Xeque-Mate. Foi nessa mesma época que ela começou a actuar junto do grupo Aves de Rapina, idealizado por Oráculo. Vixen é enviada para investigar um estranho culto de "superheróis", onde o líder usava controle mental para dominar os superheróis, acabando por ser dominada por ele. Caçadora tenta ajudá-la e quase é morta. Vixen recupera-se e quebra o controle mental usando seus poderes para mimetizar a teimosia de uma mula, assim, ela e a Caçadora conseguem resgatar os demais heróis que estavam sob controle mental.
Vixen ainda parece ter algumas dificuldades para controlar seu lado animal enquanto usa os poderes do totem de Tantu como pode ser visto quando ela, ao lado de Flash, derrotam o Gorila Grodd. Em outra ocasião Vixen ainda participa de uma missão com a Liga da Justiça Força-Tarefa, ajudou a Mulher Maravilha na batalha contra Circe e ajudou os seus antigos companheiros da LJA a proteger Lex Luthor.
Também fez parte, dos Ultramarinos. Enquanto fez parte deste grupo, Mari foi controlada mentalmente pelo Gorila Grodd e foi enviada, juntamente com outros heróis controlados por ele, para enfrentarem a LJA. Após o embate ela e os outros heróis foram libertados do controle mental e os membros principais dos Ultramarinos foram enviados para um outro universo.

### Crise Infinita
Após o assassinato de Sue Dibny na minissérie Crise de Identidade, Vixen une-se mais uma vez aos seus colegas da Liga da Justiça. Nessa ocasião ela presencia a morte do Nuclear durante um confronto com o Ladrão das Sombras. Em Crise Infinita #7, Vixen adota um novo uniforme, similar ao que é usado por sua contra-parte na série televisiva Liga da Justiça Sem Limites.

### Um Ano Depois
Vixen é enganada durante uma batalha em Hub City pelo, agora inteligente, Solomon Grundy. O Totem de Tantu é essencial para os planos de Grundy, pois ele pretende usá-lo como um catalisador para fundir seu espírito com o corpo do andróide Amazo e tornar-se dessa forma mais poderoso. Grundy usa o totem para aumentar as habilidades miméticas de Amazo e Vixen sente que a sua conexão inata com o "Vermelho – a essência da vida animal" se está a desvanecer. Ela consegue bloquear o totem, mas a sua mente fica perdida em um bando de aves migratórias. Depois de imitar as habilidades de um jovem rapaz, Vixen consegue recuperar a sua mente, e rapidamente voa para Nova York para recuperar o seu totem. Vixen literalmente cai no meio da batalha da LJA contra Amazo. Após os vilões serem subjugados, Vixen torna-se membro da recém-renovada Liga da Justiça da América.

### Liga da Justiça da América
O fio condutor da história de Vixen no início dos problemas da Liga da Justiça da América centra-se em torno de uma mudança nos seus poderes, o que significa que ela já não está a mimetizar as características dos animais, mas sim os poderes das pessoas à sua volta, igualando as suas habilidades e capacidades e drenando os poderes deles para si. O Super-homem é o primeiro superherói a sofrer com essa habilidade e revela-o a Ricardito.
Vixen procura o seu antigo colega do Esquadrão Suicida, o Tigre de Bronze, para discutir a sua situação e, posteriormente, admitir tudo perante a Liga. No entanto, a presidente Canário Negro ordenou-lhe que entrega-se as suas credenciais e que abandona-se a Liga, mas, depois, discute com ela a possibilidade de procurar a assistência de Zatanna para a ajudar a controlar os poderes do totem.
Quando Zatanna tenta localizar a fonte do problema, vê uma imagem mística de Vixen e do Homem Animal como marionetes. Quando tenta quebrar o feitiço, é repelida por uma força desconhecida. Quando Vixen tenta vencer o recém-restaurado Amazo, absorvendo todos os seus poderes roubados, ela fica misteriosamente fraca e cai inconsciente, com Amazo a olhar para ela.
Quando Zatanna e o Tornado Vermelho finalmente resolvem a crise, Vixen vai procurar Homem Animal, uma vez que ele tem sido afectada por flutuações de poder semelhantes deixando-o incapaz de absorver o poder dos animais terrestres. Ao se juntarem, são ambos sugado para dentro do Totem Tantu, onde, como na visão de Zatanna, são aprisionados na rede de Ananse que lhes revela o seu poder e como lhes tinha alterado a realidade para os testar.
Em uma tentativa de os manter controlados, Ananse restaura-lhes a sua ligação com o Vermelho, mas altera as histórias pessoais dos membros da Liga, para os impedir de juntar a LJA. Vixen porém escapa e procura os membros da Liga para que a ajudem a combater Ananse. Embora consiga reunir aliados, eles ainda não são rivais para o poder de Ananse. Vixen resolve apontar uma arma ao seu totem, sabendo que, se for destruído, tudo voltará ao normal. Ananse então, revela a Vixem que tudo aquilo era realmente um teste. Ele explica que a realidade tinha sido alterado a um nível básico e precisava de alguém para actuar como seu agente contra alguém que pudesse tirar proveito da situação. Ele restaura os poderes de Vixem e devolve-a e à Liga à realidade e diz-lhe que a chamará quando precisar dela.

### O Retorno do Leão
Vixen: O Retorno do Leão é uma série limitada em 5 edições detalhando o retorno de Vixen, pela primeira vez, a sua vila natal. Lá ela descobre que um criminoso chamado Kwesi e os seus capangas tomaram o comando de várias vilas na região, Vixen sabe que esse mesmo homem foi o responsável pela morte da sua mãe anos atrás. Ao confrontá-lo, Vixen descobre que ele tem poderes possivelmente maiores que os seus. Posteriormente, ela descobre que os poderes de Kwesi são baseados em tecnologia avançada e químicos que lhe foram dados por uma das comandantes da Intergangue, Whisper A´daire. Os demais membros da LJA vão até África em auxílio de Vixen e depararam-se com mais um dos planos da Intergangue que consegue enfeitiçar o Super-homem e Canário Negro, caindo sob o domínio mental de A´daire e utiliza-los para enfrentam os restantes membros da LJA.

## Amaya Jiwe

Personagem da segunda temporada da série, sendo interpretada por Maisie Richardson-Sellers

Na segunda temporada da série de televisão da The CW; Legends of Tomorrow', é apresentada a Vixen; Amaya Jiwe, que é uma ancestral de Mari (avó) e possui o amuleto do espírito do povo de Zambezi. Na história, Amaya faz parte da Sociedade da Justiça da América na qual integra a equipe junto a; Homem-Hora, Comandante Aço, Stargirl, Doutor Meia-Noite e Manto Negro onde os mesmos acham as Lendas em 1942. Após Eobard Thawne / Flash Reverso matar o Homem-Hora (que consequentemente revelou que seu assassino era um viajante do tempo), Amaya invade a Waverider e ameaça matar os integrantes da nave se não revelarem quem matou Rex, mas, visto que ninguém foi o responsável, ela embarca com o time no tempo para achar o assassino e vingar sua morte. Ao final da temporada, mesmo descobrindo que o destino da sua família é trágico, ela continua com as lendas.
Ela retorna na 3° temporada sendo interpretada por Maisie Richardson-Sellers

## Poderes e habilidades
Os seus superpoderes têm uma origem divina e surgem através da sua ligação a um artefacto sobrenatural dado aos seus antepassados pelo deus africano Anansi: o Tantu Totem. Com o artefato e concentrando-se no poder de sua mente, permite que ela faça contato direto com o campo morfogenético da Terra, sendo capaz de utilizar, absorver e desenvolveras habilidades de de qualquer criatura do mundo animal (inclusive, de vários animais ao mesmo tempo) simplesmente se mantendo focada.
Consegue invocar a velocidade de um leopardo, a força de um urso, e voar como uma águia. O reino animal e a sua imaginação são tudo o que precisa para se transformar na feroz Vixen.
Até agora Vixen conseguiu usar as seguintes habilidades:
- Regeneração Acelerada: Largatixa.
- Aderência Física: Aranha
- Antipatia: Mula.
- Campo de eletricidade: Enguia Elétrica.
- Resistência à Energia: Verme de Pompeia.
- Sentidos Aguçados: Lobo
- Visão Melhorada: Águia.
- Empatia: Cachorro
- Saltos e pulos aprimorados: Sapo
- Acrobacias: Grilo.
- Agilidade Sobre Humana: Macaco.
- Durabilidade Sobre Humana: Abalone.
- Reflexos Sobre Humanos: Louva a Deus.
- Super velocidade: Guepardo
- Super voo sônico: Falcão peregrino.
- Auto Cura: Gato
- Força Sobre Humana: Gorila.
- Natação: Golfinho.
- Flexibilidade Sobre Humana: Cobra naja.
- Visão Infravermelha: Cobra cascavel.
- Visão Noturna: Coruja
- Pontapé: Cavalo.
- Super força e peso: Elefante.
- Gás de Odor: Gambá
- Força aprimorada: Touro
- Mudança de cor: Camaleão
- Força física: Onça Pintada
- Carapaça Dura: Tartaruga Marinha
- Super Mordida: Jacaré
- Super agilidade: Leopardo
- Super vigor: Leão
- Grito Super sônico: Ave de rapina
- Ilusão corporal: Zebra
- Super altura: Girafa

Garras Afiadas: As garras de Vixen são particularmente acentuadas e resistentes, permitindo-lhe rasgar através de uma variedade de substâncias, tais como tecido, madeira,  e até mesmo metais macios e blocos de concreto com facilidade. Suas garras são magicamente reforçadas e podendo tirar sangue de indivíduos que se consideram altamente durável como Geo-Force e Superman.
Cura Melhorada: O totem ainda lhe permite curar a contusão e ferimentos em segundos, simplesmente tocando-o.

## Curiosidades
Nos anos 70, após revolucionar a Legião dos Super-Heróis das revistas do Superboy, Dave Cockrum também criou uma personagem chamada Vixen, seria parte de uma fusão com Spitfire e Hellion originaria a personagem central Trio da equipe de vilões Outsiders. Ele esperava que a equipe fosse introduzida em Legião, algo que nunca aconteceu. Quando deixou a DC Comics para trabalhar Novos X-Men da Marvel, lançou Noturno que seria dos Outsiders e aproveitou elementos de Trio para criação de Tempestade.